# Greg Taylor (Fußballspieler)
Greg John Taylor (* 5. November 1997 in Greenock) ist ein schottischer Fußballspieler, der bei PAOK Saloniki in der griechischen Super League unter Vertrag steht.

## Karriere

### Verein
Greg Taylor begann seine Karriere in St Andrews für den dort ansässigen Boys Club. Im Jahr 2006 kam er in die Jugendakademie der Glasgow Rangers, für die er acht Jahre spielte. Im Juli 2014 wechselte er von der U-17 der Rangers zum FC Kilmarnock. Für die Killies gab er am 37. Spieltag der Premiership Saison 2015/16 sein Profidebüt gegen Dundee United. Im August 2016 wurde der Vertrag von Taylor verlängert. Bereits in der Saison 2016/17 wurde er Stammspieler in Kilmarnock. Im April 2018 wurde der Vertrag um drei Jahre verlängert, nachdem Taylor kein Ligaspiel der Saison 2017/18 verpasst hatte. Im September 2019 wechselte er zu Celtic Glasgow.
Sein bis zum 30. Juni 2025 laufender Vertrag wurde nicht verlängert, und Taylor wechselte zum 1. Juli 2025 zu PAOK Saloniki.

### Nationalmannschaft
Greg Taylor absolvierte im Jahr 2017 fünf Länderspiele für die Schottische U-20 und erzielte ein Tor. Sein Debüt gab er am 31. Mai 2017 gegen Tschechien, als er in der Startelf stand. In seinem zweiten Spiel für die U-20 gelang ihm gegen Brasilien das Siegtor zum 1:0. Vor seinem Debüt in der U-20 spielte Taylor bereits ab März 2017 in der Schottischen U-21. Am 11. Juni 2019 debütierte Taylor in der A-Nationalmannschaft gegen Belgien. Zur Fußball-Europameisterschaft 2021 wurde er in den schottischen Kader berufen, kam aber mit diesem nicht über die Gruppenphase hinaus.

## Erfolge
mit Celtic Glasgow:
- Schottischer Meister: 2020, 2022, 2023, 2024, 2025
- Schottischer Pokalsieger: 2020, 2023, 2024
- Schottischer Ligapokal: 2020, 2022, 2023, 2025